# Vlag van Quaregnon
De vlag van Quaregnon is bevestigd door het gemeentebestuur als de vlag van de Henegouwse gemeente Quaregnon. De vlag kan als volgt worden beschreven:
Twee even lange banen van groen en van wit.
De Raad van Heraldiek en Vexillologie (Frans: Conseil d’héraldique et de vexillologie) stelde een andere vlag als volgt:
Groen met drie witte kepers, waarvan de armbreedte een tiende van de vlaghoogte is.
De witte keper en de groene kleur verwijst naar het wapen van het Sint-Waltrudiskerk in Bergen, dat in 1421 de erfelijke gemeente Quaregnon van de familie Carnières kocht en meerdere malen in pand zette.